# アンゲリカ・カウフマン (画家)
マリア・アンナ・アンゲリカ・カタリーナ・カウフマン（Maria Anna Angelika/Angelica Katharina Kauffmann, 英語よみ：アンジェリカ・カウフマン、1741年10月30日 クール - 1807年11月5日 ローマ）は、スイス出身のオーストリア人新古典主義画家。

## 生涯
アンゲリカ・カウフマンはスイスのグラウビュンデン州クールで生まれた。しかし育ったのは一家の出身地であるオーストリアのフォアアールベルク州シュヴァルツェンベルクだった。父親のヨーゼフ・ヨーハン・カウフマン（Joseph Johann Kauffmann）は貧しいものの熟練した画家で、絵のためによく旅をしていた。娘にも絵を教えた。母親のクレオフェア・ルッツからは複数の言語を教わった。アンゲリカは絶えず読書し、音楽家としての才能も示したが、際だっていたのは絵画だった。12歳の時、聖職者や貴族たちが絵のモデルになったことで有名になった。1754年、父親にミラノに連れて行かれた。続いて、長期間にわたってイタリアを旅行し、1763年にはローマを訪れた。1764年に帰国するが、ローマからの帰途、ボローニャやヴェネツィアに立ち寄ると、どこでもその才能と魅力が歓迎された。

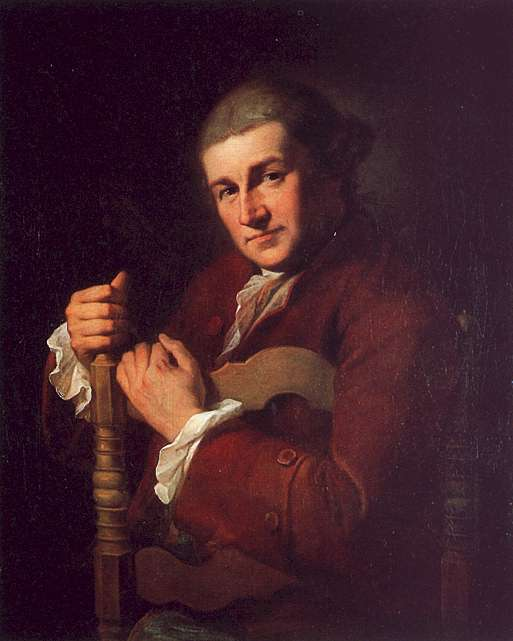
『デヴィッド・ギャリックの肖像』（1764年）

ヨハン・ヨアヒム・ヴィンケルマンは1764年8月、ローマから友人のフランケ宛てに書き送った手紙の中で、カウフマンの人気について言及している。カウフマンはヴィンケルマンの半身肖像画とエッチングを描いているが、ヴィンケルマンによると、カウフマンはドイツ語と同じくらい上手にイタリア語を話し、フランス語、英語も解し、ローマを訪れたイギリス人たちに人気の肖像画家になっていた。「彼女は美しいと言えるかも知れない。そして歌わせれば、最高のヴィルトゥオージと肩を並べるかも知れない」。ヴェネツィア滞在中、カウフマンはドイツ大使の妻ウェントワース夫人に誘われてロンドンに同伴した。ロンドンではデヴィッド・ギャリック（David Garrick）の肖像画を描き、カウフマンが「メイデン・レーンのモレイン氏の大きな部屋」に着いた年に展示された。ウェントワース夫人はカウフマンを社交界に紹介し、カウフマンはどこでも歓待され、とくに王族がカウフマンに好意を示した。
サー・ジョシュア・レノルズはカウフマンの大の親友だった。レイノルズの手帳には、カウフマンのことが「Miss Angelica」または「Miss Angel」として頻繁に出てくる。1766年、レイノルズはカウフマンの肖像画を描き、そのお返しにカウフマンも『サー・ジョシュア・レイノルズの肖像』を描いた。レイノルズとの親交を示すものとしては他に、レイノルズが2、3年後にボーヴァリエ夫人やクルー夫人の肖像画で繰り返したテーマである、グエルチーノの『われアルカディアにもありき』のカウフマン版が残っている。
1767年11月頃、カウフマンがスウェーデンの伯爵（ホルン伯爵）を偽った冒険家に騙されて秘密の結婚をした時に、レイノルズがカウフマンを窮地から救った。ロイヤル・アカデミー・オブ・アーツ設立のための王への請願書にカウフマンが署名しているのはレイノルズの尽力に報いるためだったのだろう。1769年の最初のカタログで、カウフマンの名前の後には「R.A.（ロイヤル・アカデミー）」と書かれてある。ちなみに、ロイヤル・アカデミー創立メンバーにはもう一人女性会員としてメアリー・モーザー（Mary Moser）がいた。カウフマンは『ヘクトルとアンドロマケーの会見』他3枚の古典的絵画を寄贈した。
1775年、同僚のアカデミー会員ナサニエル・ホーン（Nathaniel Hone）が風刺画『魔術師』の中で、カウフマンとレイノルズの友情を批判した。ホーンはイタリア風のルネサンス美術の流行を攻撃し、レイノルズを愚弄し、さらにはカウフマンのヌード戯画を描いたが、それは後にホーン自身によって塗りつぶされた。この作品はロイヤル・アカデミーによって拒絶された。
1769年から1782年にかけて、カウフマンは毎年出展した。7枚出展したこともあった。テーマは概して古典的または寓意的なものだった。その中で最も有名なものは『フランシス1世の腕の中で息を引き取るレオナルド』（1778年）である。1773年、カウフマンはアカデミーからセント・ポール大聖堂の装飾の仕事を頼まれた。サマセット・ハウスのアカデミーの古い講義室の絵もカウフマンとビアッジオ・レベッカ Biagio Rebeccaの作である。
カウフマンの長所は、18世紀アカデミック絵画の中で最も上流で金になるジャンルである歴史画にあった。レイノルズの指揮下、アカデミーは肖像画や風景画の注文・購入により関心のあった自国民に、歴史画を強く奨励した。カウフマンはイングランド社交界で楽しまれ、画家として成功していたにもかかわらず、イングランド人が歴史画に対して比較的無関心なのに失望していた。結局、カウフマンはイングランドを離れ、歴史画が地位を得て、尊ばれ、後援されていた大陸に戻った。

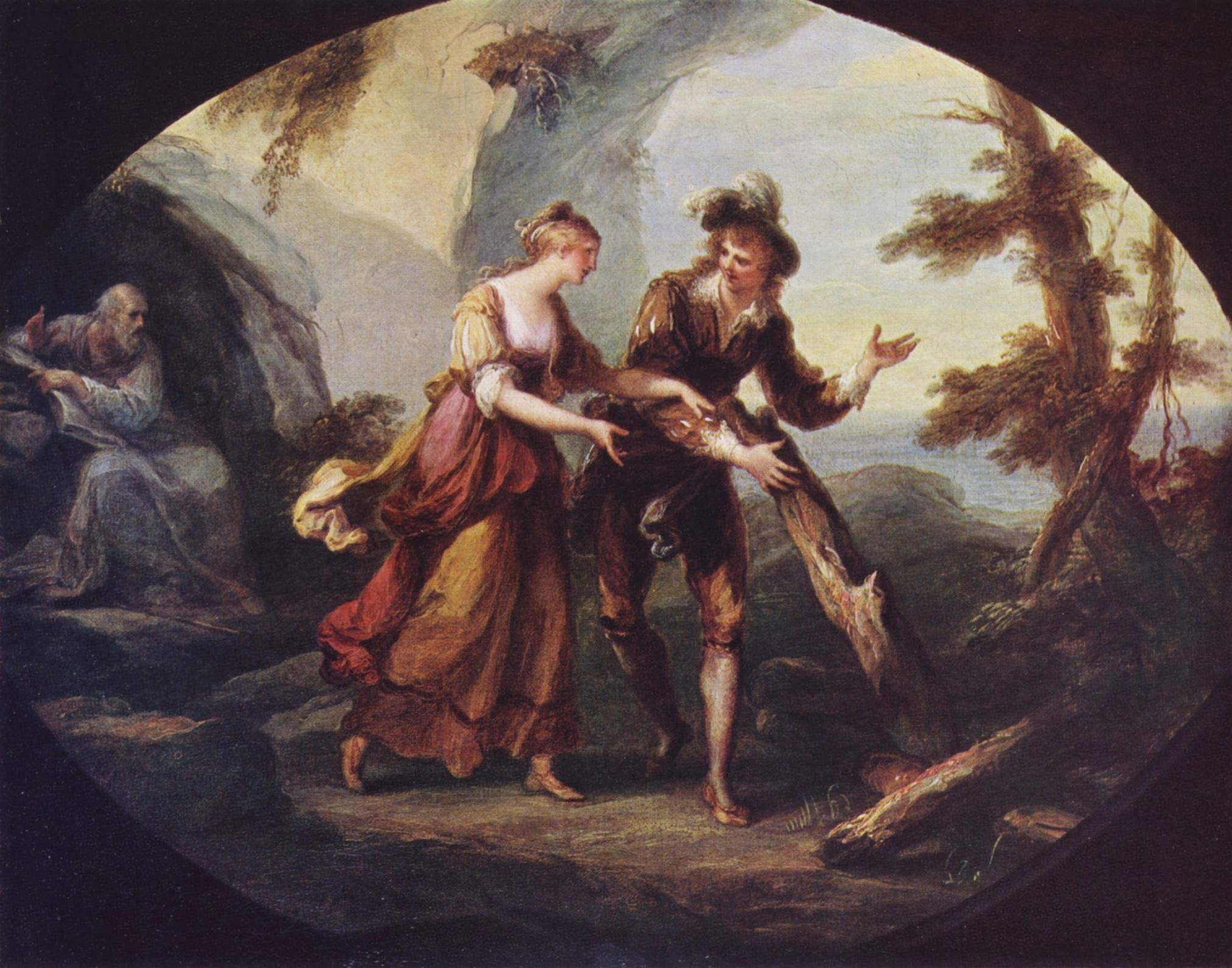
『ミランダとフェルディナンドの情景』（1782年）

不運な結婚がカウフマンの人気を傾けた可能性もある。最初の夫（長く別居していたが）の死後、1781年に、カウフマンはイングランド在住のヴェネツィアの画家アントニオ・ズッキ（Antonio Zucchi）と再婚した。まもなくしてカウフマンはローマに行き、そこでヨハン・ヴォルフガング・フォン・ゲーテらと親交を得た。ゲーテはカウフマンのことを、自分の知っているどんな画家よりも忙しく働き、熟達し、いつもそれ以上のことを望んで強情だと書いている（ゲーテ『イタリア紀行』1786年 - 1788年）。1782年に父親が、1795年には夫が亡くなった。カウフマンはインターヴァルはあったもののアカデミーへの寄贈を続けた。最後の出展は1797年だった。その後は小品を描き、1807年にローマで没した。アントニオ・カノーヴァの指揮で壮麗な葬儀が執り行われ、その栄誉が讃えられた。サン・ルーカ・アカデミア（Accademia di San Luca）全員に、多数の聖職者、ヴィオルトォージたちがサン・アンドレア・デッラ・フラッテ教会の墓まで行列し、ラファエロの葬儀と同じように、カウフマンの素晴らしい絵も運ばれた。

## 評価と影響
アンゲリカ・カウフマンの作品の名声は長く続かなかった。カウフマンは優美な才能とかなりの技術を持っていたが、描かれた人物には多様性と表情が欠けていた。さらにカウフマンの描く男性は男性的な女性たちだった（当時、女性画家は男性のモデルを使うことを許されなかったことは注意すべきである）。しかし、カウフマンの色使いは、グスタフ・フリードリヒ・ワーゲン（Gustav Friedrich Waagen）が「cheerful（陽気）」と定義するほど鮮やかだった。1911年の時点で、カウフマンの筆によって装飾された部屋があちこちに現存している。ハンプトン・コート宮殿にはブランズウィック公爵夫人の肖像画が、ナショナル・ポートレート・ギャラリーには自画像がある。他にも、カウフマンの絵は、パリ、ドレスデン、サンクトペテルブルクのエルミタージュ美術館、ミュンヘンのアルテ・ピナコテークにある。ミュンヘンのものはナショナル・ポートレート・ギャラリーの別ヴァージョンで、フィレンツェのウフィツィ美術館にもう1枚ある。私蔵されている2、3の作品がバーリントン・ハウスでのOld Mastersで展示された。しかし、最もよく知られているのはルイージ・シアボネッチ（Luigi Schiavonetti）やフランチェスコ・バルトロッツィ（Francesco Bartolozzi）他がカウフマンのデザインから制作したエングレービングであろう。とくにバルトロッツィの作品は収集家たちに今でも人気がある。
画家で愛国者でアメリカ美術界の大家チャールズ・ウィルソン・ピールは子供たちにヨーロッパの巨匠たちの名前をつけたが、アンジェリカ・カウフマン・ピールという娘がいた。
1810年、ジョヴァンニ・デ・ロッシがカウフマンの伝記を書いた。それを元に1838年にレオン・ド・ヴァイイは恋愛小説を書き、1875年にはリッチモンド・リッチー（Richmond Ritchie）夫人作と言われるチャーミングな小説『Miss Angel』が「コーンヒル・マガジン（Cornhill Magazine）」に掲載された。
1966年から発行されていた旧100オーストリア・シリング紙幣に肖像が使用されていた。
カウフマンの育ったシュヴァルツェンベルクには、カウフマンから名を取った「アンゲリカ・カウフマン・ザール（Angelika-Kauffmann-Saal ）」というコンサート・ホールがあり、国際的に有名なリートおよび室内楽の音楽祭「シューベルティアーデ・シュヴァルツェンベルク」の主会場となっている。

## 作品
- ルイーゼ・フォン・ブランデンブルク＝シュヴェート
- Giuseppe Maria Spina(枢機卿)
- ダービー伯爵と家族
- Almeria Carpenter

## 展示会
- Retrospektive Angelika Kauffmann (270 works, c. 450 ill. ), Düsseldorf, Kunstmuseum (Nov. 15th 1998 - Jan. 24th 1999); München, Haus der Kunst (Febr. 5th - April 18th 1999); Chur, Bündner Kunstmuseum (May 8th - July 11th 1999)